# Парселас Нуевас (Порторико)
Парселас Нуевас (шп. Parcelas Nuevas) град је у америчкој острвској територији Порторико, острвској држави Кариба.

## Демографија
По попису из 2010. године број становника је 1.579, што је 49 (-3,0%) становника мање него 2000. године.
| Група             | 2000.         | 2010.         |
| Белци             | 12 (0,7%)     | 8 (0,5%)      |
| Афроамериканци    | 68 (4,2%)     | 124 (7,9%)    |
| Азијати           | 0 (0,0%)      | 0 (0,0%)      |
| Хиспаноамериканци | 1.613 (99,1%) | 1.571 (99,5%) |
| Укупно            | 1.628         | 1.579         |